# Bênção do Santíssimo Sacramento

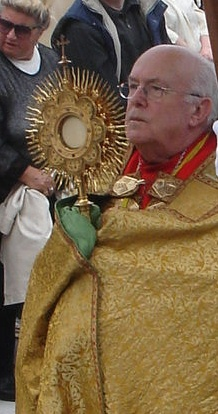
Cardeal Godfried Danneels vestido com um véu umeral, segurando um ostensório contendo o Santíssimo Sacramento.

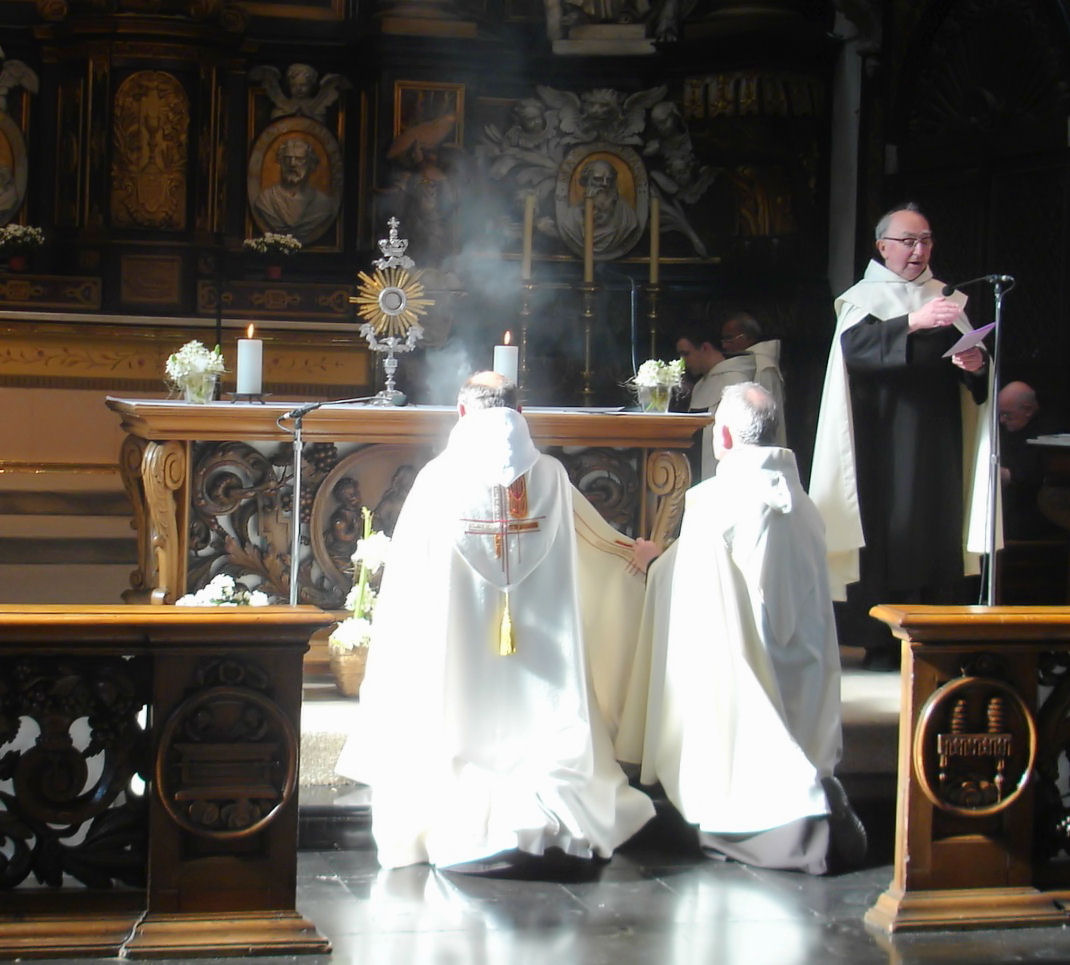
Bênção em um convento carmelita em Gante, Bélgica

A Bênção do Santíssimo Sacramento, também chamada de Bênção com o Santíssimo Sacramento ou Rito de Exposição e Bênção Eucarística, é uma cerimônia devocional, celebrada especialmente na Igreja Católica Romana, mas também em algumas outras tradições cristãs, como o anglo-catolicismo, pelo qual um bispo, sacerdote ou diácono abençoa a congregação com a Eucaristia no final de um período de adoração.

## Exposição antes da bênção
A benção ou bênção propriamente dita segue a exposição do Santíssimo Sacramento, ou seja, a colocação da Hóstia consagrada em um ostensório colocado sobre o altar ou pelo menos a exposição de um cibório contendo o Santíssimo Sacramento. Assim, “a bênção com a Eucaristia é precedida de um tempo razoável para leituras da palavra de Deus, cânticos, orações e um período de oração silenciosa”, enquanto “é proibida a exposição meramente para dar a bênção”.
As leituras, cânticos e orações destinam-se a chamar a atenção para o culto de Cristo na Eucaristia. O espírito de oração é encorajado também por períodos de silêncio e por uma homilia ou breves exortações destinadas a desenvolver uma melhor compreensão do mistério da Eucaristia.
Os hinos latinos tradicionalmente cantados durante a exposição são "O Salutaris Hostia", "Tantum Ergo", "Laudate Dominum" (Salmo 117) e " Ave verum corpus ". Os Louvores Divinos são uma oração tradicionalmente recitada, mas nenhum hino ou oração específica é exigido, exceto que, imediatamente antes da bênção, uma ou outra das sete orações dadas no Rito de Exposição e Bênção Eucarística, 98 e 224-229 deve ser recitada.

## Igreja Católica Ocidental
Antes da publicação do Rito de Exposição e Bênção Eucarística de 1973, não havia codificação do rito. No entanto, as diretrizes para a Diocese de Roma emitidas pelo Papa Clemente XII (e, portanto, chamada de Instrução Clementina) e elaboradas pelo Cardeal Vigário, Prospero Lambertini (mais tarde Papa Bento XIV), foram amplamente adotadas.
O rito agora em vigor para a Igreja latina exige o uso de incenso no início da exposição e antes da bênção, se o Santíssimo Sacramento for exposto em custódia, mas não se for usado um cibório (embora às vezes isso seja omitido). Da mesma forma, o sacerdote ou diácono, usando alva ou sobrepeliz, também deve colocar um manto e usar um véu umeral ao dar a bênção com o Santíssimo Sacramento em um ostensório, mas o manto não é necessário quando se usa um cibório.
Uma pessoa que não seja um sacerdote ou diácono autorizado a expor a Eucaristia para adoração não pode dar a bênção com ela.
Imediatamente após a bênção, o Santíssimo Sacramento é recolocado no tabernáculo da igreja, enquanto uma aclamação como "Ó Sacramento Santíssimo", ou o hino Santo Deus, Louvamos o Teu Nome.
O solidéu deve ser removido durante a Bênção (e a adoração anterior) - eles só podem ser vestidos novamente quando o Santíssimo Sacramento for guardado.

## Cristianismo Oriental
Entre as igrejas católicas orientais, a Igreja Católica Ucraniana, a Igreja Católica Ruteniana, a Igreja Católica Melquita, e a Igreja Católica Maronita, têm um rito de Bênção.
Embora a Bênção com o Santíssimo Sacramento não seja uma prática da maioria das igrejas ortodoxas orientais ou ortodoxas orientais, ou da Igreja Assíria do Oriente, essas igrejas acreditam na Presença Real. Como sinal disso, em muitas igrejas ortodoxas orientais, a Eucaristia é venerada durante a Divina Liturgia; no entanto, isso faz parte da liturgia e não uma forma distinta de bênção. Quando o diácono traz o cálice diante da Comunhão dos Fiéis, todos fazem uma prostração completa ou uma reverência. Também, na Liturgia dos Dons Pré-santificados, durante a Grande Entrada, enquanto o sacerdote leva o cálice e o diskos (patena) às Portas Santas, todos se prostram em veneração diante da Eucaristia. A Igreja Ortodoxa Ucraniana dos EUA teve um rito de Bênção.

## Bênção do Santíssimo Sacramento no Brasil
Tão Sublime Sacramento, adoremos neste altar.

Pois o Antigo Testamento deu ao Novo seu lugar.

Venha à fé por suplemento os sentidos completar.

Ao eterno Pai cantemos e a Jesus, o Salvador.

Ao Espírito exaltemos, na Trindade eterno amor.

Ao Deus uno e trino demos a alegria do louvor.

Amém.

V. Do céu lhes destes o Pão. (Aleluia).

R. Que contém todo o sabor. (Aleluia).

V. Oremos: Senhor Jesus Cristo, neste admirável Sacramento nos deixastes o memorial da vossa paixão. Dai-nos venerar com tão grande amor o mistério do vosso Corpo e do vosso Sangue, que possamos colher continuamente os frutos da vossa redenção. Vós que sois Deus com o Pai, na unidade do Espírito Santo.

R. Amém.

V. Deus vos abençoe e vos guarde! Que Ele vos ilumine com a luz da sua face e vos seja favorável. Que Ele vos mostre seu rosto e vos traga a paz. Que Ele vos dê a saúde do corpo e da alma!

V. Nosso Senhor Jesus Cristo esteja perto de vós para vos defender; esteja em vosso coração para vos conservar; que Ele seja vosso guia para vos conduzir; que vos acompanhe para vos guardar; olhe por vós e sobre vós derrame sua Bênção! Ele que vive e reina com o Pai, na unidade do Espírito Santo.

R. Amém.

(O Presidente nesse momento dá a Benção do Santíssimo Sacramento)

Bendito seja Deus.

Bendito seja o seu Santo Nome.

Bendito seja Jesus Cristo, verdadeiro Deus e verdadeiro homem.

Bendito seja o Nome de Jesus.

Bendito seja o seu Sacratíssimo Coração.

Bendito seja o seu preciosíssimo Sangue.

Bendito seja Jesus Cristo no Santíssimo Sacramento do Altar.

Bendito seja o Espírito Santo Paráclito.

Bendita seja a grande mãe de Deus Maria santíssima.

Bendita seja a sua Santa Imaculada Conceição.

Bendita seja a sua gloriosa Assunção.

Bendita seja o nome de Maria Virgem e mãe.

Bendito seja São José, seu castíssimo esposo.

Bendito seja Deus nos seus Anjos e nos seus Santos.

Deus e Senhor nosso protegei a vossa Igreja, dai-lhe santos pastores e dignos ministros. Derramai as vossas bênçãos, sobre o nosso santo padre, o Papa, sobre o nosso Bispo, sobre o nosso Pároco, sobre todo clero, sobre o chefe da nação e do estado, e sobre todas as pessoas constituídas em dignidade para que governem com justiça. Dai ao povo brasileiro paz constante e prosperidade completa. Favorecei, com os efeitos contínuos de vossa bondade, o Brasil, este bispado, a paróquia em que habitamos, a cada um de nós em particular, e a todas as pessoas por quem somos obrigados a orar ou que se recomendaram às nossas orações. Tende misericórdia das almas dos fiéis que padecem no purgatório. Dai-lhes Senhor o descanso e a luz eterna. Amém.

Pai nosso que estais nos céus, santificado seja o vosso Nome; venha a nós o vosso Reino, seja feita a vossa vontade, assim na terra como no Céu; o pão nosso de cada dia nos dai hoje, perdoai-nos as nossas ofensas, assim como nós perdoamos a quem nos tem ofendido, e não nos deixeis cair em tentação, mas livrai-nos do mal. Amém.

Ave Maria cheia de graça o Senhor é convosco, bendita sois vós entre as mulheres, e bendito é o fruto do vosso ventre, Jesus. Santa Maria, mãe de Deus, rogai por nós pecadores, agora e na hora da nossa morte. Amém.

V. Glória ao Pai e ao Filho e ao Espírito Santo.

R. Assim como era no princípio, agora e sempre, por todos os séculos dos séculos. Amém.

V. Graças e louvores se deem a todo momento.

R. Ao Santíssimo e Diviníssimo Sacramento!

## Bênção do Santíssimo Sacramento em Portugal
Veneremos, adoremos, a presença do Senhor,

Nossa Luz e Pão da Vida. Cante a alma o seu louvor.

Adoremos no sacrário, Deus oculto por amor.

Demos glória ao Pai do Céu, infinita Majestade;

Glória ao Filho e ao Santo Espírito, em espírito e verdade.

Veneremos, adoremos, a Santíssima Trindade.

Amém.

V. Vós sois o Pão vivo que desceu do Céu. (Aleluia).

R. Para dar a vida ao mundo. (Aleluia).

V. Oremos: Senhor Jesus Cristo, que neste admirável sacramento nos deixastes o memorial da vossa Paixão, concedei-nos, Vos pedimos, venerar de tal modo os mistérios do vosso Corpo e Sangue, que sintamos continuamente os frutos da vossa Redenção. Vós que sois Deus com o Pai na unidade do Espírito Santo.

R. Amém.

(O Presidente nesse momento dá a Benção do Santíssimo Sacramento)

Bendito seja Deus.

Bendito o Seu santo Nome.

Bendito Jesus Cristo, verdadeiro Deus e verdadeiro Homem.

Bendito o Nome de Jesus.

Bendito o Seu sacratíssimo Coração.

Bendito o Seu preciosíssimo Sangue.

Bendito Jesus no Santíssimo Sacramento do Altar.

Bendito o Espírito Santo Paráclito.

Bendita a excelsa Mãe de Deus, Maria Santíssima.

Bendita a sua Santa e Imaculada Conceição.

Bendita a sua gloriosa Assunção.

Bendito o nome de Maria, Virgem e Mãe.

Bendito S. José, seu castíssimo esposo.

Bendito Deus, nos seus Anjos e nos seus Santos.